# Iron Monkey (album)
Iron Monkey è l'album d'esordio dell'omonimo gruppo musicale inglese.

## Il disco
Originariamente pubblicato nel 1996, fu riedito dalla Earache e pubblicato 22 settembre in Inghilterra ed il 23 settembre negli Stati Uniti d'America.
La qualità della registrazione era stata molto bassa e ciò fu la causa principale dello scarso rendimento vocale.

## Tracce
1. Fink Dial – 5:45
2. Web of Piss – 4:50
3. Big Loader – 4:59
4. 666 Pack – 7:30
5. Black Aspirin – 5:26
6. Shrimp Fist – 9:18

## Formazione
- John Morrow - voce
- JDLR - chitarra
- Steven Watson - chitarra
- Doug Dalziel - basso
- Greavesy - batteria
- Andy Sneap - missaggio, registrazione